# 錫卡河
錫卡河（英語：Thika River）是非洲的一条河流，屬於塔納河的支流，發源自阿伯德爾山脈，流經肯亞中部，为肯尼亚重要的水电输送河流，是肯尼亞首都和最大城市内罗毕最主要的水源地。

## 词源
錫卡一词来源有两个解释，一说是来自基库尤语单词guthika，意思是“埋葬”，另一说是来自马赛语sika，意思是“从边缘擦去某物”。

## 流域
锡卡河发源自阿伯德爾山脈，汇入塔納河，最终注入印度洋。锡卡河上的地标是锡卡瀑布，位于锡卡镇附近。锡卡瀑布落差25米，所在区域保持着自然原生态，从肯尼亚最悠久的酒店之一的蓝后酒店（Blue Post Hotel）步行可达。

## 生态
在20世纪初，殖民地猎人就注意到，沿锡卡河深水区有河马和鳄鱼。锡卡瀑布附近的森林里有狒狒和豹栖息，瀑布上游的旷野上有羚羊和斑马奔腾，一起生存的动物还有犀牛、狮子和鬣狗等。随着沿河流定居的人口的增加，狩猎区转到河流上游阿伯德尔山森林或河流下游。

## 水源地
肯尼亞首都内罗毕80%用水来自锡卡河。
锡卡河流域人口稠密，加上森林滥伐和过渡放牧，给河流带来了水土流失问题。泥沙降低了河水流量、库容量和水质。农药残留也是水质恶化的原因之一。

## 水电开发
锡卡河流过的塔納盆地是肯尼亚干旱区流域工程建设最广泛的地方。锡卡河发出的水电是肯尼亚电力的重要组成部分。锡卡河上第一个水电开发项目是第一次世界大战结束后不久由古列尔莫·马可尼提出的，为当时计划中的内罗毕无线电通信基站供应电力。马克尼的计划没有得到实施，直到1994年，库容量7千万立方米的锡卡河大坝才修建完成。锡卡河还是马辛加水库（Masinga Reservoir）的水源之一，该水库为塞文福克斯(Seven Forks Dams)大坝服务。以上这些大坝供应了肯尼亚四分之三的电力。